# Luigi Almirante
Luigi Almirante (Tunisi, 31 agosto 1884 – Roma, 5 maggio 1963) è stato un attore e comico italiano.

## Biografia
Figlio dell'attore Nunzio Almirante, fratello degli attori Ernesto, Giacomo Almirante e del regista Mario Almirante, cugino dell'attrice del cinema muto Italia Almirante Manzini, iniziò la sua carriera sul palcoscenico a 15 anni recitando particine nella compagnia di Angelo Pezzaglia insieme alla giovane nipote di questi Paola Pezzaglia, con cui avrebbe lavorato in seguito anche nella compagnia di Dina Galli.
Ottenne uno strepitoso successo con le opere pirandelliane, in particolar modo nel dramma Sei personaggi in cerca d'autore, nella sua prima rappresentazione al Teatro Valle di Roma, il 9 maggio 1921.
A partire dal 1926, con la pellicola muta La bellezza del mondo, diretta dal fratello e interpretata al fianco della cugina, si dedicò anche al cinema, dove poi, con l'avvento del sonoro, cominciò ad emergere in ruoli brillanti, favoriti dal suo fisico asciutto e dal suo viso segaligno, che lo resero un attore comico incisivo.
Dotato di una voce stridula e perfetta per provocare effetti ironici, fu considerato come uno dei caratteristi più bravi del suo tempo, come è dimostrato nella commedia Il presidente della Ba. Ce. Cre. Mi. di Gennaro Righelli (1933). Sempre nel 1933 è Francis Flute in Sogno di una notte di mezza estate di William Shakespeare per la regia di Max Reinhardt.
Nel 1935 è l'antiquario in Savonarola di Rino Alessi in piazza della Signoria di Firenze.
Negli anni trenta recitò spesso al fianco di Eduardo e Peppino De Filippo, Assia Noris, Vivi Gioi, Franco Coop ed Anna Magnani e si impose nell'ambiente cinematografico di una Cinecittà stretta nella produzione fascista dei film sui telefoni bianchi, dove fece amicizia con i più grandi registi italiani dell'epoca, come Carlo Ludovico Bragaglia, Mario Camerini, Mario Bonnard, Guido Brignone, Alberto Lattuada, Carmine Gallone e Mario Mattoli.
Alla fine della Seconda guerra mondiale, continuò a lavorare con i grandi nomi del cinema italiano, come Delia Scala, Camillo Pilotto, Ave e Carlo Ninchi, Silvana Jachino, Totò Mignone, Alida Valli, Giuditta Rissone, Umberto Spadaro, Totò, Isa Barzizza, Galeazzo Benti, Franca Marzi e Raimondo Vianello.
L'ultimo film che interpretò fu Gli ultimi cinque minuti di Giuseppe Amato (1955), per poi ritirarsi dalle scene l'anno successivo.
Sposò nel 1928 Ebe Brigliadori. Nel 1951 fu costretto ad abbandonare l'attività per una grave forma nervosa. Due anni prima della morte fu colpito da un grave lutto, la morte del figlio Nunzio.
Era zio di Giorgio Almirante.

## Filmografia
- Tra fumi di champagne, regia di Carlo Zangarini (1921)
- La bellezza del mondo, regia di Mario Almirante (1927)
- O la borsa o la vita, regia di Carlo Ludovico Bragaglia (1933)
- Non son gelosa, regia di Carlo Ludovico Bragaglia (1933)
- Non c'è bisogno di denaro, regia di Amleto Palermi (1933)
- Il presidente della Ba. Ce. Cre. Mi., regia di Gennaro Righelli (1933)
- Quei due, regia di Gennaro Righelli (1935)
- Milizia territoriale, regia di Mario Bonnard (1935)
- Nozze vagabonde, regia di Guido Brignone (1936)
- Lohengrin, regia di Nunzio Malasomma (1936)
- Ginevra degli Almieri, regia di Guido Brignone (1936)
- Darò un milione, regia di Mario Camerini (1936)
- La danza delle lancette, regia di Mario Baffico (1936)
- Gli uomini non sono ingrati, regia di Guido Brignone (1937)
- Partire, regia di Amleto Palermi (1938)
- L'argine, regia di Corrado D'Errico (1938)
- Stella del mare, regia di Corrado D'Errico (1938)
- Batticuore, regia di Mario Camerini (1939)
- Il sogno di Butterfly, regia di Carmine Gallone (1939)
- Cavalleria rusticana, regia di Amleto Palermi (1939)
- L'amore si fa così, regia di Carlo Ludovico Bragaglia (1939)
- Processo e morte di Socrate, regia di Corrado D'Errico (1939)
- Un mare di guai, regia di Carlo Ludovico Bragaglia (1939)
- Imputato, alzatevi!, regia di Mario Mattoli (1939)
- Le sorprese del vagone letto, regia di Gian Paolo Rosmino (1940)
- Una lampada alla finestra, regia di Gino Talamo (1940)
- Il ponte dei sospiri, regia di Mario Bonnard (1940)
- Alessandro, sei grande!, regia di Carlo Ludovico Bragaglia (1940)
- Boccaccio, regia di Marcello Albani (1940)
- Amami Alfredo, regia di Carmine Gallone (1940)
- Lucrezia Borgia, regia di Hans Hinrich (1940)
- Miseria e nobiltà, regia di Corrado D'Errico (1940)
- San Giovanni decollato, regia di Amleto Palermi (1940)
- L'elisir d'amore, regia di Amleto Palermi (1941)
- Il pozzo dei miracoli, regia di Gennaro Righelli (1941)
- La figlia del Corsaro Verde, regia di Enrico Guazzoni (1941)
- L'amante segreta, regia di Carmine Gallone (1941)
- Primo amore, regia di Carmine Gallone (1941)
- Il vagabondo, regia di Carlo Borghesio (1941)
- Voglio vivere così, regia di Mario Mattoli (1942)
- Catene invisibili, regia di Mario Mattoli (1942)
- Arriviamo noi!, regia di Amleto Palermi (1942)
- Una notte dopo l'opera, regia di Nicola Manzari (1942)
- Cercasi bionda bella presenza, regia di Pina Renzi (1942)
- L'affare si complica, regia di Pier Luigi Faraldo (1942)
- Quarta pagina, regia di Nicola Manzari (1942)
- Harlem, regia di Carmine Gallone (1943)
- Sempre più difficile, regia di Renato Angiolillo (1943)
- I nostri sogni, regia di Vittorio Cottafavi (1943)
- In cerca di felicità, regia di Giacomo Gentilomo (1944)
- Il cappello da prete, regia di Ferdinando Maria Poggioli (1944)
- Lo sbaglio di essere vivo, regia di Carlo Ludovico Bragaglia (1945)
- Il canto della vita, regia di Carmine Gallone (1945)
- 07... tassì, regia di Alberto D'Aversa (1945)
- Vanità, regia di Giorgio Pàstina (1946)
- Voglio bene soltanto a te!, regia di Giuseppe Fatigati (1946)
- I due orfanelli, regia di Mario Mattoli (1947)
- Cronaca nera, regia di Giorgio Bianchi (1947)
- Vento d'Africa, regia di Anton Giulio Majano (1949)
- Follie per l'opera, regia di Mario Costa (1949)
- Miss Italia, regia di Duilio Coletti (1950)
- Signori, in carrozza!, regia di Luigi Zampa (1951)
- Messalina, regia di Carmine Gallone (1951)
- Gli ultimi cinque minuti, regia di Giuseppe Amato (1955)

## Teatro
- Un uomo che ispira fiducia di Paul Armont, direzione artistica di Antonio Gandusio e Luigi Almirante, Teatro Carignano di Torino, 20 ottobre 1931.
- Bourrachon di Laurent Doillet, direzione artistica di Antonio Gandusio e Luigi Almirante, Teatro Carignano di Torino, 30 ottobre 1931.
- Tifo! di Celso Maria Poncini e Roberto Biscaretti, direzione artistica di Antonio Gandusio e Luigi Almirante, Politeama Chiarella di Torino, 18 maggio 1932.

## Prosa televisiva Rai
- Esami di maturità di Ladislao Fodor, regia di Mario Landi, trasmessa l'8 ottobre 1954.
- La donna di garbo di Carlo Goldoni, regia di Carlo Lodovici, trasmessa il 5 novembre 1956.

## Prosa radiofonica Rai
- L'uomo amato dalle donne, commedia di George Bernard Shaw, regia di Umberto Benedetto, trasmessa il 14 marzo 1949.
- Una moglie per Giasone di Enzo Maurri, regia di Nino Meloni, trasmessa il 23 giugno 1956.
- La Tontine, di Alain René Lesage, regia di Gian Domenico Giagni, trasmessa il 17 dicembre 1959.